# Urost
Urost ist eine französische Gemeinde mit 77 Einwohnern (Stand 1. Januar 2022) im Département Pyrénées-Atlantiques in der Region Nouvelle-Aquitaine (vor 2016: Aquitanien). Die Gemeinde gehört zum Arrondissement Pau und zum Kanton Pays de Morlaàs et du Montanérès (bis 2015: Kanton Morlaàs).
Der Name in der gascognischen Sprache lautet Uròst.

## Geographie
Urost liegt ca. 20 km nordöstlich von Pau in der historischen Provinz Béarn am östlichen Rand des Départements.
Umgeben wird der Ort von den Nachbargemeinden:
|         | Lespourcy                                   |        |
| Sedzère | Kompassrose, die auf Nachbargemeinden zeigt |        |
|         |                                             | Lombia |

Urost liegt im Einzugsgebiet des Flusses Adour.
Der Petit Lées, ein Nebenfluss des Lées, durchquert zusammen mit seinem Zufluss, dem Ruisseau de Capdelaut, das Gebiet der Gemeinde. Der Arriou Tort, ein Nebenfluss des gleichnamigen Lées, markiert die Grenze zur westlichen Nachbargemeinde Sedzère.

## Geschichte
Das Dorf war im Mittelalter wenig entwickelt, wie die Zählung von nur vier Häusern im Jahr 1385 bestätigt. Urost gehörte dabei zur Bailliage von Pau. Während einer längeren Zeit berechtigte der Besitz der Grundherrschaft von Lespourcy, Maubecq und Urost das Recht auf nur einen Sitz in der Ständeversammlung des Béarn.

### Einwohnerentwicklung
Nach Beginn der Aufzeichnungen stieg die Einwohnerzahl in der ersten Hälfte des 19. Jahrhunderts auf ein Niveau von rund 100, das bis zum Ende des Jahrhunderts anhielt. In der Folgezeit stagnierte die Größe der Gemeinde bei kurzzeitigen Phasen der Erholung bis zu den 1970er Jahren auf rund 35 Einwohner. Seitdem ist ein Aufwärtstrend zu verzeichnen, der noch andauert.
| Jahr      | 1962 | 1968 | 1975 | 1982 | 1990 | 1999 | 2006 | 2010 | 2022 |
| --------- | ---- | ---- | ---- | ---- | ---- | ---- | ---- | ---- | ---- |
| Einwohner | 42   | 37   | 34   | 36   | 61   | 60   | 59   | 64   | 77   |

## Sehenswürdigkeiten
- Pfarrkirche, geweiht Johannes dem Täufer. Sie wurde vermutlich im 12. Jahrhundert im romanischen Stil errichtet. Einige der ursprünglichen Elemente sind noch erhalten, beispielsweise die abgerundeten Gebäudeecken und die abgerundete Zarge des südlichen Eingangs. Dessen Tür aus Holz ist nicht mehr das ursprüngliche Artefakt. Sein Sturz trägt die Jahreszahl „1737“ und weist damit auf den Zeitpunkt einer Restauration hin. Die Einfassung der Tür ist teilweise unverputzt und lässt das Mauerwerk der Wand erkennen. Die letzte Restaurierung der Pfarrkirche erfolgte 1871. Das Langhaus mit einem Hauptschiff ist trapezförmig gebaut und nach Westen mit einem Glockengiebel abgeschlossen. Die Malereien im Inneren sind das Werk von dem Maler Incams aus Morlaàs. Die Kirche birgt einen Tabernakel aus Kastanienholz, der aus dem späten 17. und der ersten Hälfte des 18. Jahrhunderts datiert und in Teilen vermutlich von Pierre Caron aus Lescar gefertigt wurde, einen weiteren von Claverie und einen aus Eichenholz gefertigten und vergoldeten Tabernakel in der Sakristei. Viele weitere Ausstattungsgegenstände der Kirche stammen aus dem 17. bis 19. Jahrhundert und sind als nationale Kulturgüter registriert.[8][9][10]

## Wirtschaft und Infrastruktur

### Verkehr
Urost wird durchquert von der Route départementale 145.